# کروز (فیلم ۱۹۷۰)
کروز (انگلیسی: The Cruise) یک فیلم کمدی لهستانی است که در سال ۱۹۷۰ منتشر شد.